# 四重禁戒
四重禁戒（しじゅうきんかい）(梵 pārājika)とは、仏教の律(vinaya, 毘奈耶)において、違反した場合には僧団（サンガ）より追放される非常に重い罪となる4ヶ条の条項である。四重禁、波羅夷とも称される。

## 四重禁の戒相
出家者（比丘）に対しては次の4か条が禁止されている。
- 婬（異性、同性との性交渉、あるいは獣姦をおこなうこと）
- 盗（与えられていない物を、自分の物とすること）
- 殺人（故意に人を殺す、あるいは他人に殺させること。自殺教唆も含む）
- 大妄語（実際は違うにもかかわらず、「私は悟りを開いた」と自称すること。ただし、錯乱状態や未熟ゆえに自信過剰な者は除く）